# Puya chilensis
Puya chilensis är en gräsväxtart som beskrevs av Juan Ignacio Molina. Puya chilensis ingår i släktet Puya och familjen Bromeliaceae. Inga underarter finns listade i Catalogue of Life.

## Bildgalleri

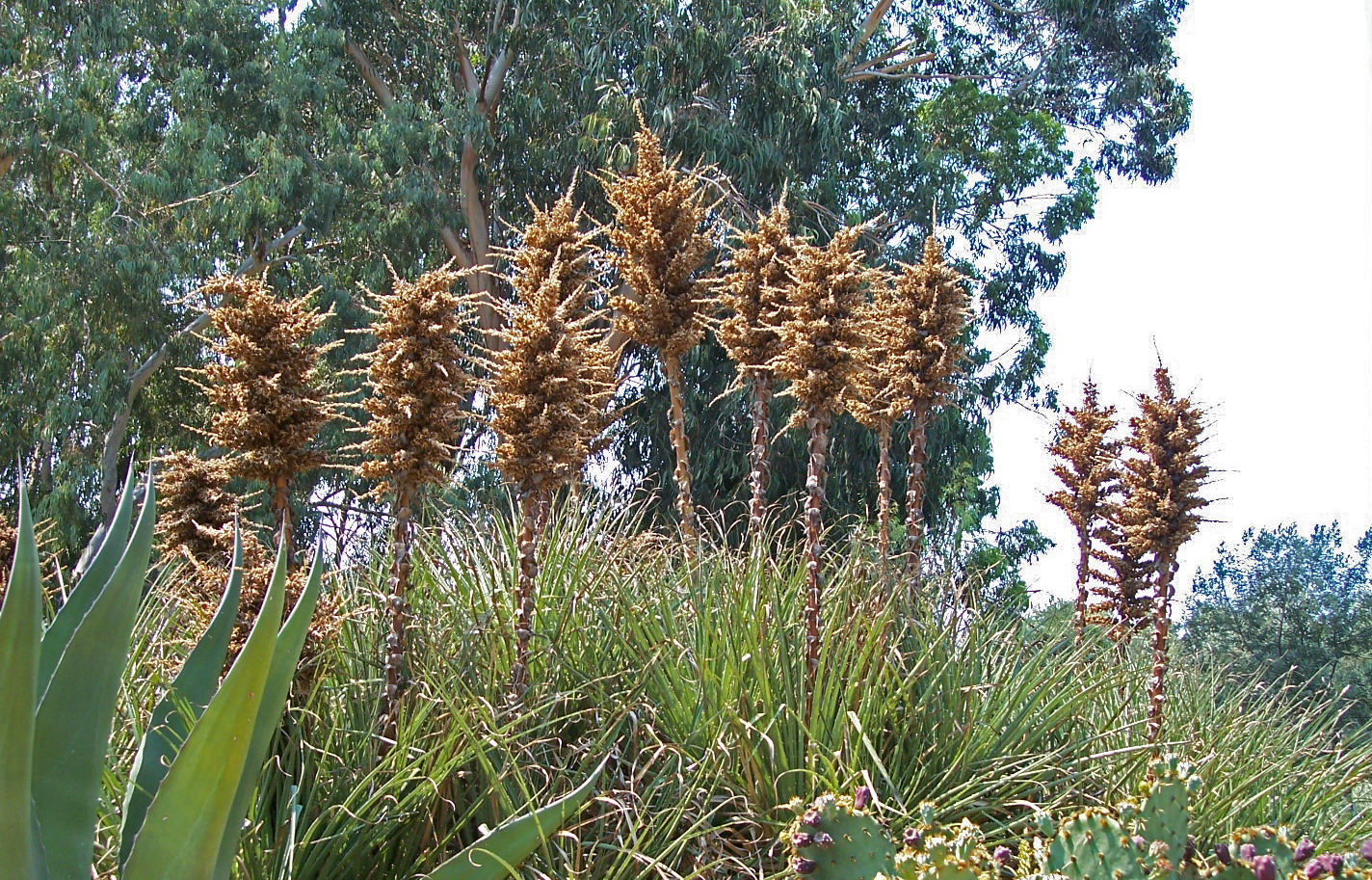
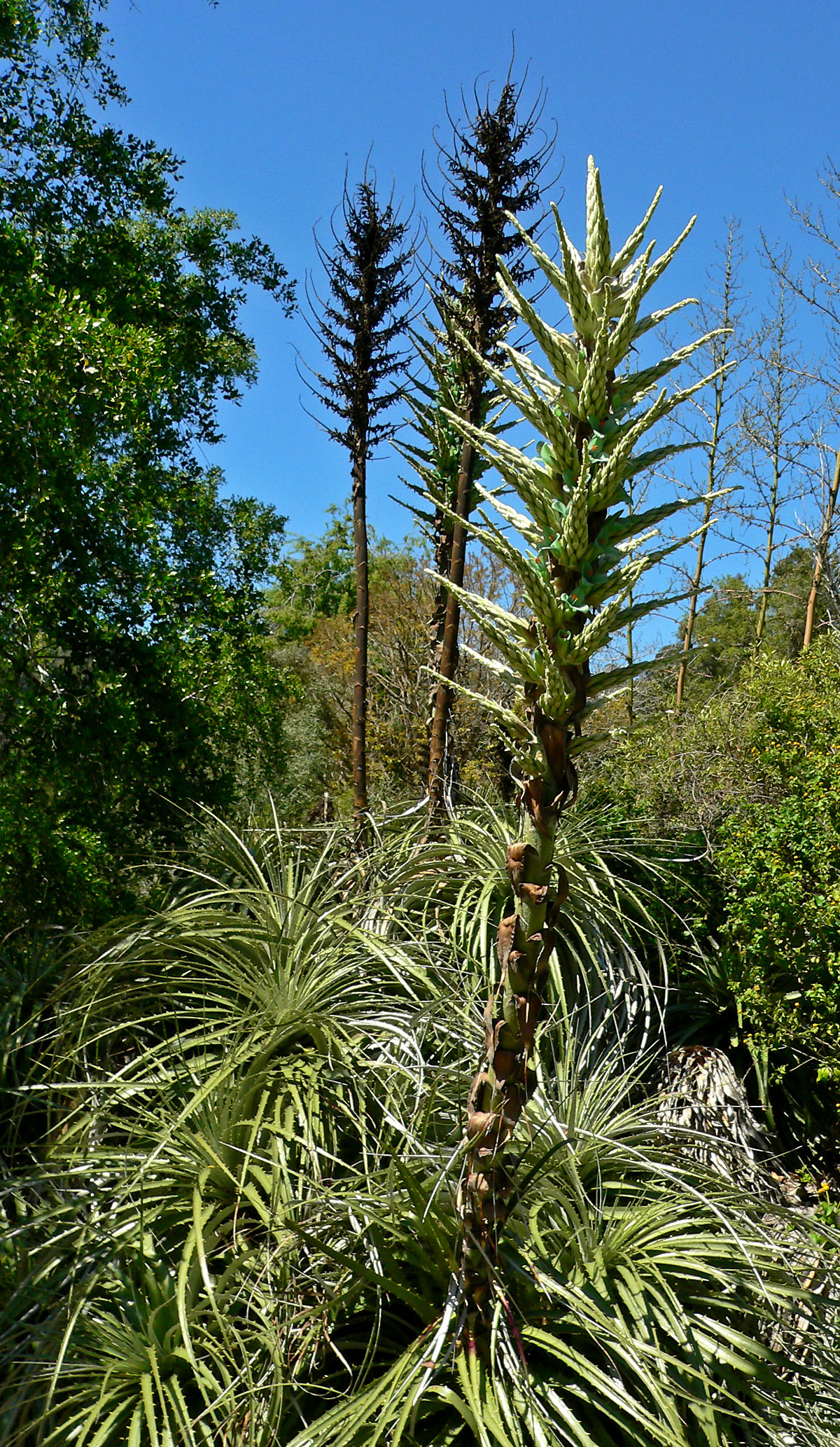
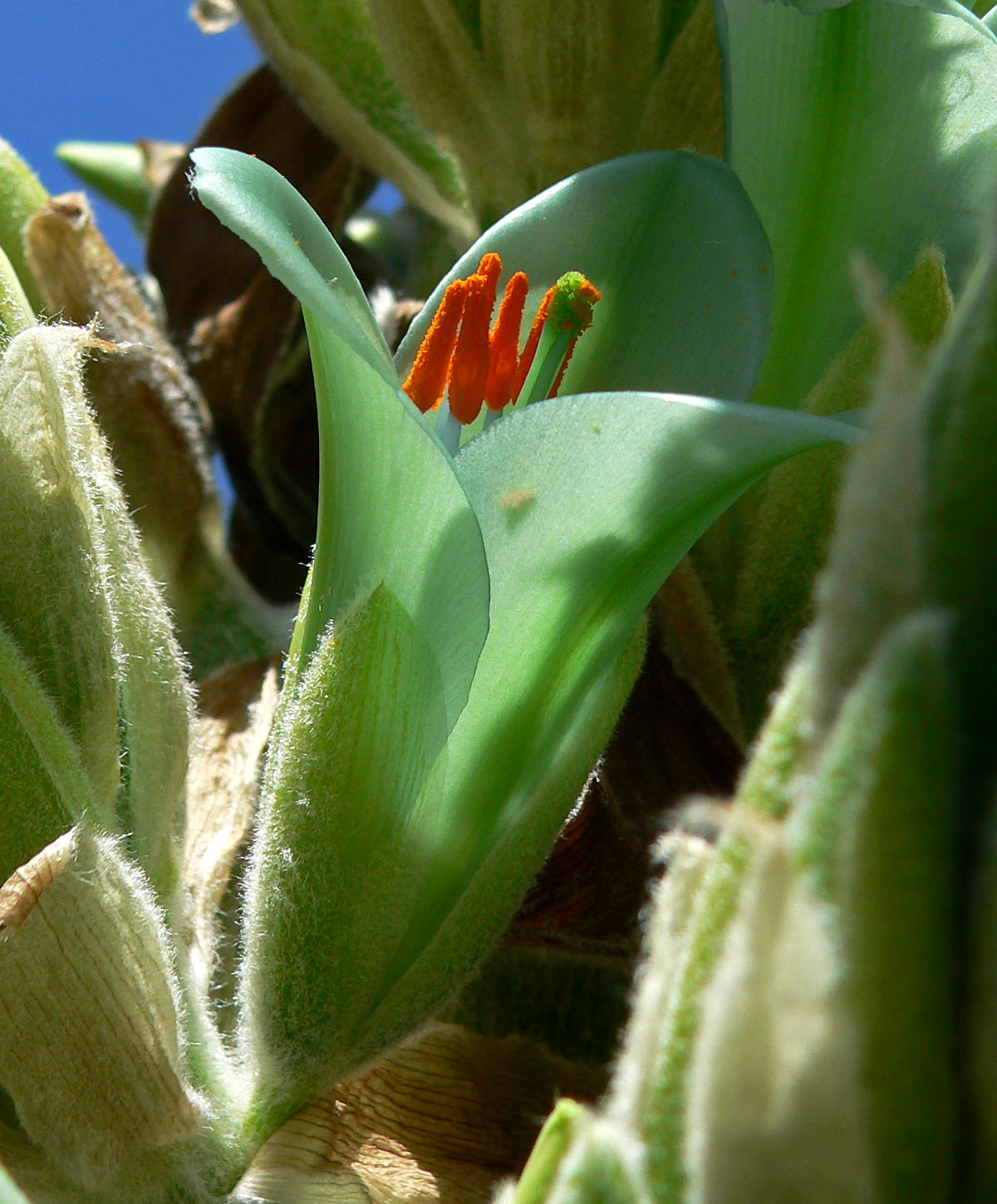
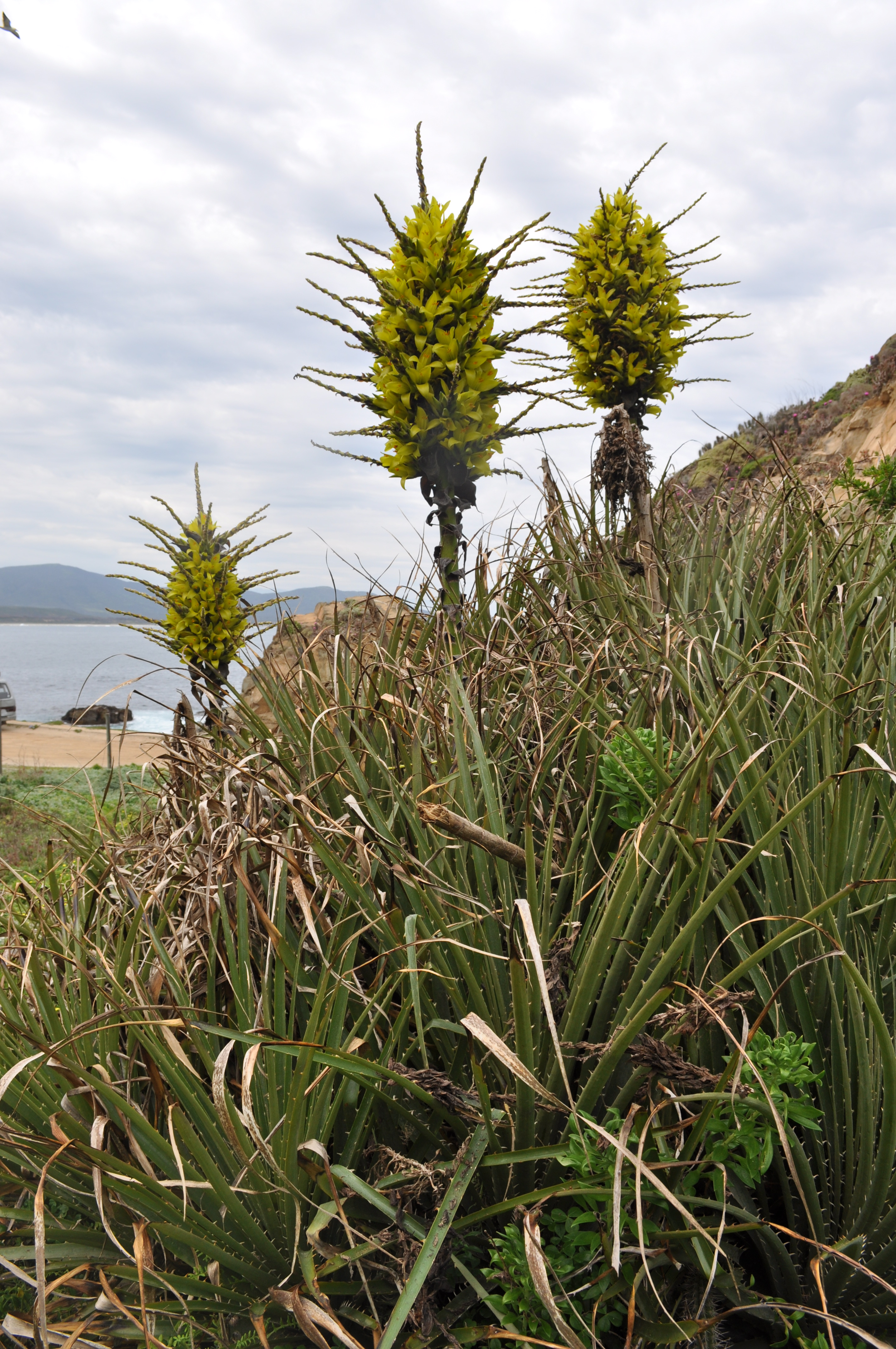
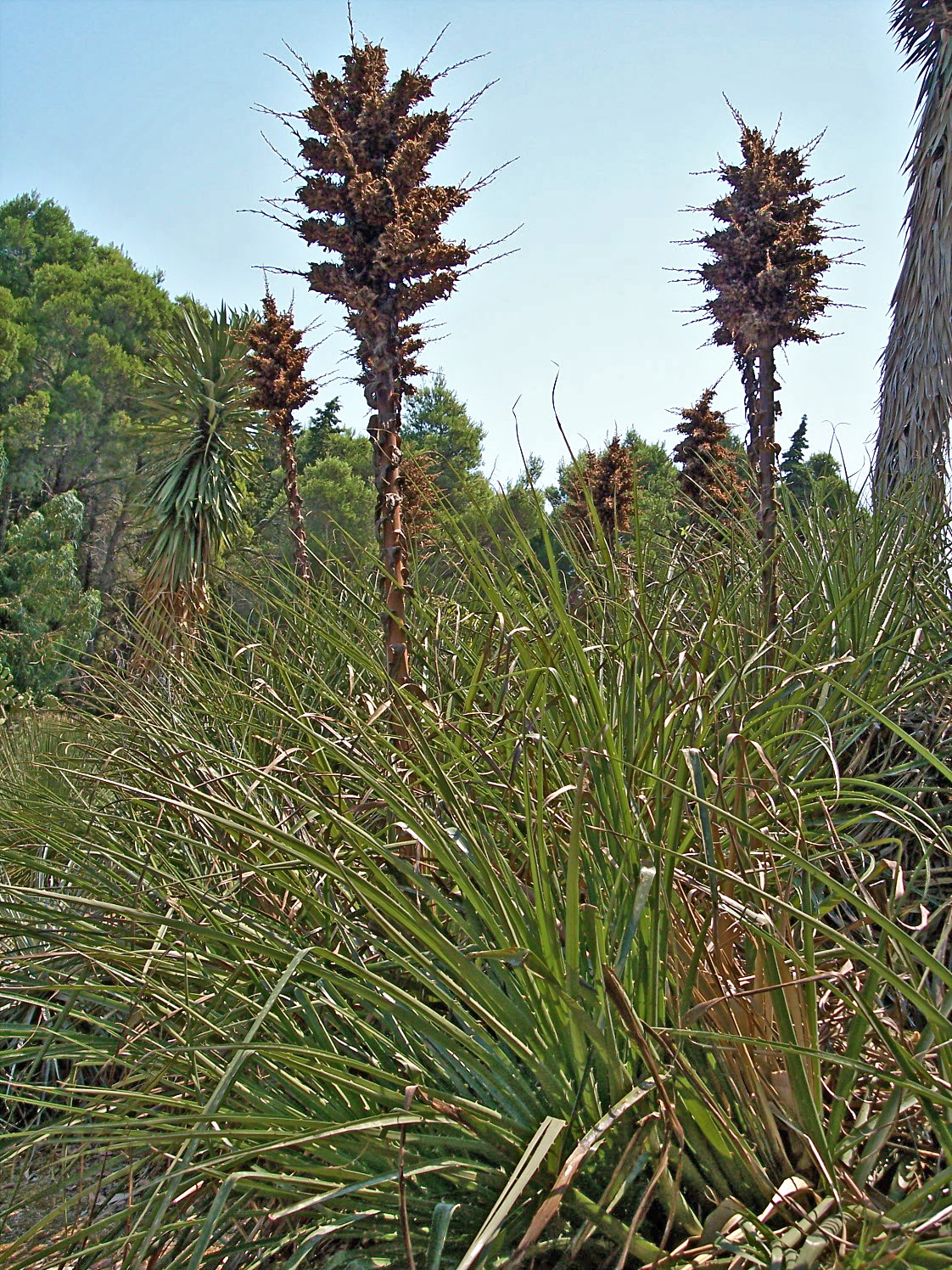
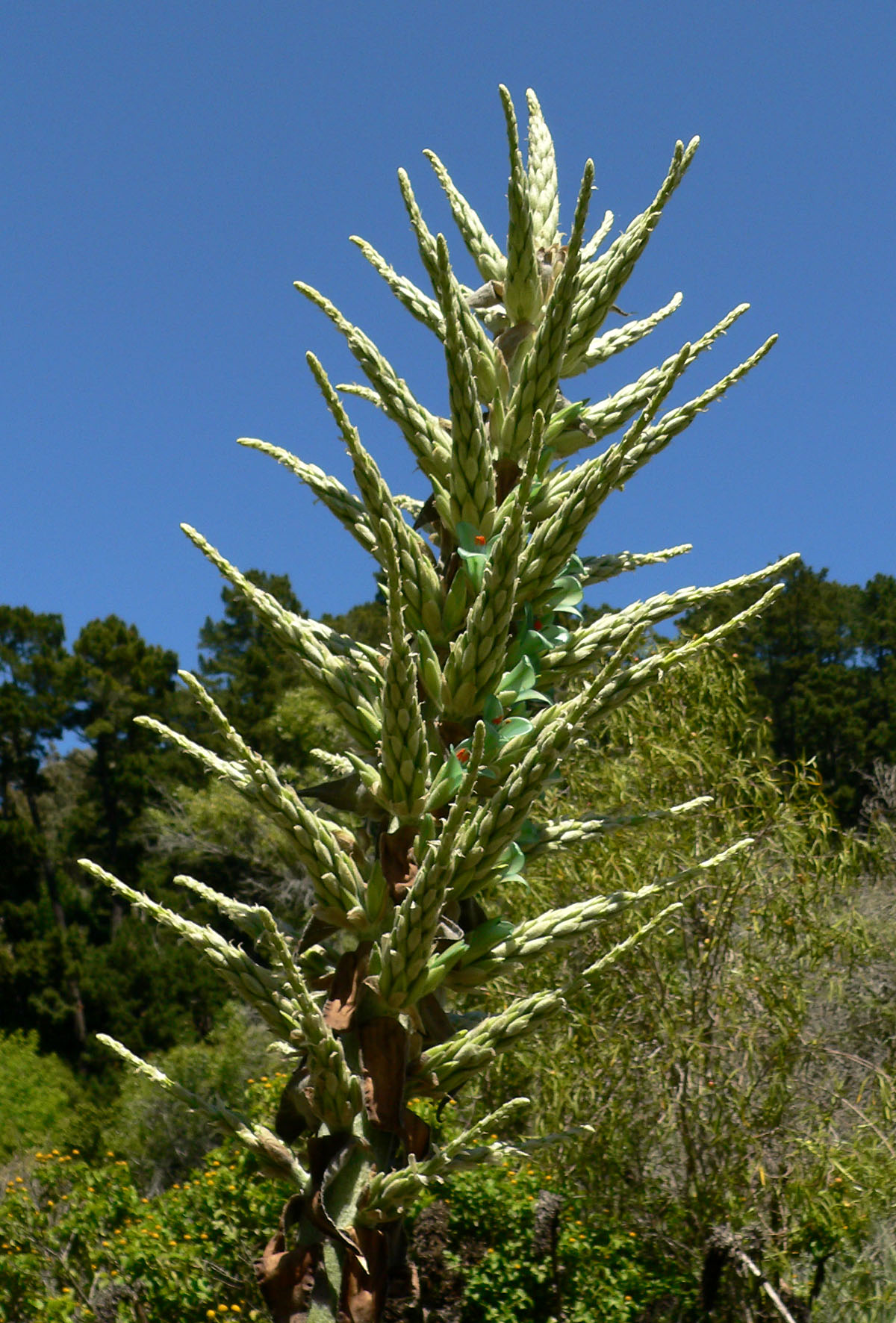